# Jon Crosby
Jon Crosby (25 de julio de 1976) es un músico estadounidense, actualmente líder y vocalista del grupo de rock industrial, VAST.
Creció en Humboldt Country, California. A la edad de 13 años fue considerado un guitarrista prometedor según la revista Guitar Player. Comenzó tocando en pubs locales bajo el nombre de Vast. Al poco grabó una serie de demos y Crosby buscó a gente que tocara los temas que compuso. Con ello formó una banda nómada, donde los miembros cambiaban continuamente.
A mediados de 1998 consiguió un contrato con el Elektra, sello con el que sacó el álbum de debut Visual Audio Sensory Theater en ese mismo año. Su mezcla de rock gótico, con tendencias muy marcadas de industrial, instrumentos sinfónicos y canto gregoriano tuvo muy buena acogida entre aquellos que lo escucharon, aunque pasó muy desapercibido entre el gran público.
En el año 2000 sacaría un nuevo disco bajo llamado Music For People. Para el año 2002 se lanzan varios EP bajo el nombre de Turquoise 3.x and Crimson 3.x (Turquoise & Crimson), lo que con la remasterización de los temas de Turquoise & Crimson y la adición de algunos nuevos se convertiría en su obra más representativa su tercer trabajo, el disco Nude que se lanzó en el 2004 el cual es considerado por muchos como una gran obra del rock alternativo.
Para el año 2006 se lanzó  April vía En línea, un tercer material bajo el propio sello discográfico de Crosby 2blossoms y luego de muchas modificaciones a lo largo de casi un año fue lanzado en el 2007 a la venta en CD oficialmente como quinto álbum llamado April (2007).
A mediados del año 2007, Jon Crosby decide lanzarse como solista sin hacer ningún alejamiento de su banda y se da a conocer como solitario lanzando un grupo de cinco EPs titulados Genérica. Las canciones de los volúmenes I al III se caracterizaron por ser acústicas en guitarra, voz de Crosby y la colaboración de Adam Rebeske en el violonchelo. En cuanto a los Volúmenes IV y V, fueron grabados con más instrumentos musicales en donde intervinieron los demás integrantes de la banda VAST, atribuyéndose el nombre de Jon Crosby And The Resonator Band.
En el año 2008, Jon Crosby lanza su novela de ciencia ficción: Bang Band Sixxx, que relata la vida de una banda de Rock en el futuro. En este libro viene incluido un EP llamado Bang Band Sixxx: Relay EP; las canciones de este material giran sobre el tema de la novela, tienen un toque más centrado en lo electrónico y con sonidos diferentes a los de VAST.
Casi a mediados del 2009, Jon Crosby y su banda VAST regresan con su sexto álbum de estudio titulado Me and You y más actual material bajo el mismo sello discográfico que Crosby había creado, o sea 2blossoms. Me and You es una recopilación de los temas incluidos en los cinco volúmenes de la serie Genérica, nada más que esta vez ya con los sonidos de VAST. Primeramente solo se podía comprar desde el sitio web de la banda y de regalo el cliente recibía un recuerdo de la banda, pero actualmente ya anda en las tiendas de discos.